# Bolzano Vicentino
Bolzano Vicentino é uma comuna italiana da região do Vêneto, província de Vicenza, com cerca de 5.455 habitantes. Estende-se por uma área de 19 km², tendo uma densidade populacional de 287 hab/km². Faz fronteira com Bressanvido, Monticello Conte Otto, Quinto Vicentino, San Pietro in Gu (PD), Sandrigo, Vicenza.

## Demografia
| Variação demográfica do município entre 1861 e 2011                               |
|                                                                                   |
| Fonte: Istituto Nazionale di Statistica (ISTAT) - Elaboração gráfica da Wikipedia |